# Munții Velebit
Munții Velebit reprezintă sectorul montan central al Alpilor Dinarici. Se întinde paralel cu țărmul Mării Adriatice pe o lungime de 145 km, lățimea fiind cuprinsă între 10 și 30 km. Încep din NV, dinspre localitatea Senj și Pasul Vratnik și se termină în SE , la izvoarele râului Zrmanja, aproape de Knin. În partea de est se învecinează cu polia Lika. Sunt formați dintr-o asociere de culmi paralele între care se dispun zone mai joase depresionare. Aceasta reflectă structura geolgică, ce constă în cute paralele cu țărmul. Rocile constituente principale sunt calcarele.
Acești munți sunt situați pe teritoriul Croației. Punctul cel mai înalt este atins în Vaganski Vrh de 1757 m. Vegetația este tipic mediteraneană în partea inferioară în zona țărmului (cu arbuști), păduri de foioase și conifere (genul Pinus) până la aproximativ 1600 m, mai sus de această altitudine fiind domeniul pășunilor subalpine în asociație cu diferite varietăți de jneapăn și ienupăr.
Pe teritoriul Munților Velebit se află Parcul Național Paklenica. Acesta protejează flora, fauna și peisajul. Parcul este axat pe cele două văi sub formă de chei: Velika (Mare) Paklenica și Mala (Mică) Paklenica, precum și pe culmea principală a Munților Velebit, de la Pasul Buljma la Vf. Sveto Brodo.
În zona de creastă în timpul războiului sârbo-croat din anii ‘90 s-a situat frontul între părțile combatante și o serie de zone au fost minate. Și astăzi sunt zone în care minele nu au fost complet înlăturate.
Prin abrupturile prezente în cadrul versanților văii Velika Paklenica, această zonă este foarte apreciată de alpiniști.
În Munții Velebit se găsesc și cele mai adânci peșteri din Croația: Lukina jama de 1392 m adâncime și Slovačka jama de 1320 m.